# На поле танки грохотали
На поле танки грохотали,

Солдаты шли в последний бой,

А молодого командира

Несли с пробитой головой.

По танку вдарила болванка

Прощай, родимый экипаж,

Четыре трупа возле танка

Дополнят утренний пейзаж.

Машина пламенем объята,

Вот-вот рванёт боекомплект.

А жить так хочется, ребята.

И вылезать уж мочи нет.

Нас извлекут из-под обломков,

Поднимут на руки каркас,

И залпы башенных орудий

В последний путь проводят нас.

И полетят тут телеграммы

Родных и близких известить,

Что сын ваш больше не вернётся.

И не приедет погостить.

В углу заплачет мать-старушка,

Смахнёт слезу старик-отец

И молодая не узнает,

Каков танкисту был конец.

И будет карточка пылиться

На полке пожелтевших книг.

В военной форме, при погонах,

И ей он больше не жених.
«На по́ле та́нки грохота́ли» (другие варианты песни — «По по́лю та́нки грохота́ли» и «Танки́ст») — советская военная песня.

## История
Песня сложена во время Великой Отечественной войны. Представляет собой переделку старой донбасской песни «Молодой коногон», созданной в начале XX века, где рассказывается о гибели рабочего на шахте. Впервые песня о коногоне прозвучала в 1936 году в фильме Леонида Лукова «Я люблю», где её поют молодые донецкие шахтёры. Тот же режиссёр повторно использовал песню в первой части фильма о шахтёрах «Большая жизнь» — лидере советского кинопроката 1940 года; её исполняет отрицательный герой-вредитель Макар Ляготин. 
Вариант фронтовой переделки «Коногона» был опубликован в повести В. А. Курочкина «На войне как на войне» в 1965 году, а в своём теперешнем варианте она появилась в 1968 году в одноимённом кинофильме Виктора Трегубовича, посвящённом экипажу противотанковой самоходной артиллерийской установки СУ-85
во время Великой Отечественной войны. Сразу после премьеры кинофильма песня обрела огромную популярность в армейской среде, особенно среди танкистов и артиллеристов-самоходчиков.
Схема рифмовки песни напоминает рифмовку многих народных песен — чередование ABAB и ABCB, то есть третья строка не всегда рифмуется с первой. Тем не менее есть основания предполагать, что в первоначальном тексте рифмовка соблюдалась строже: так, как в строке «И будет карточка пылиться» более естественная рифма — «при петлицах» (петлицы на гимнастёрке в армии были отменены в январе 1943 года). 
Сергей Чиграков (рок-группа «Чиж & Co») в своём исполнении использовал текст песни, приближённый к оригиналу, с изменённой строкой «И молодая не узнает, какой у парня был конец». Этот двусмысленный вариант был записан для «митьковского» сборника «Митьковские песни»; по словам Дмитрия Шагина, изменённую строчку придумал он.
Песня звучит в фильме «На войне как на войне» (1968) и в американском сериале «Сорвиголова» (2015—2018), где её исполняет русский персонаж, идущий на смерть.

## Схожие сюжеты
На основе сюжета о гибели шахтёра (коногона) были созданы новые песни, связанные с гибелью красногвардейцев разных родов войск: в песне «На поле танки грохотали» поётся о гибели танкового экипажа, в песне «Мы шли на дело ночкой тёмной» — о гибели партизана, в песне «По полю танки грохотали» — о гибели краснофлотца. Ещё некоторые варианты: «Встаёт заря на небосклоне...» — о танкистах, «Нас посадят на машину...» — о десантниках, «Машина пламенем пылает...» — о лётчиках. Есть также невоенная песня о машинисте «Вот мчится поезд по уклону». Варианты отличаются не только по содержанию, но и по числу и очерёдности куплетов.